# Torpedo (strip)
Torpedo je fiktivni lik kojeg kojeg su kreirali autori stripa Enrique Sanchez Abuli i Jordi Bernet. Postoje dvije verzije o nastanku ideje o ovom serijalu, prva kaže da je Abuli kreirao Torpeda po ideji jednog poznatog španjolskog uzdavača, Josep Toutaina dok drugi pak govore kako Abuli sam stoji iza originalnog koncepta. Toutain je definitivno bio taj koji je odlučio da se kreće u objavljivanje serijala i kao crtača je izabrao izuzetnog američkog umjetnika Alex Totha (koji je i dan danas glavni uzor nekoliko generacija Bonellijevih crtača, npr.). Alex Toth je pristao raditi na serijalu i on je bio taj koji je ponudio rješenje za ime glavnog junaka, naime poslao je listu pojmova i imena kakvim su u to vrijeme u Chicagu i New Yorku plaćeni ubojice u novinama ili slengu često bili nazivani, a Torpedo je izabrano kao najefektnije. Međutim, Toth nije dugo izdržao kao crtač, nije htio crtati serijal tako pun nasilja i seksa pa je već nakon dvije epizode odustao. Naime, serijal je startao u strip magazinu Creepy, koji je bio prvenstveno namijenjen horror stripovima, pa ni Abuli ni Tautain nisu imali namjeru omekšati svog junaka. Na njegovo mjesto je došao mladi i perspektivni crtač Jordi Bernet koji je do tada crtao serijal Dona Uraca koji je započeo njegov otac Miguel Jorge i tako je nastao jedan od najpoznatijih tandema koji će obilježiti španjolsku a i svjetsku strip scenu.

## Podaci o strip junaku
Torpedo beskurpulozan, nemilosrdan i opasan kurvin sin. Pravim imenom Luca Torelli, potiče iz siromašne sicilijanske obitelji iz koje je silom prilika kao dječačić morao pobjeći u New York nakon što mu je lokalni mafijaški boss pobio roditelje (naravno, taj račun je Torpedo izravnao godinama kasnije). U New Yorku je živio neko vrijeme kod rođaka i radio kao čistač cipela sve dok nije ubio policajca i postao gangster. Otada riječ milost ne postoji u njegovom rječniku koji je ionako škrt. Torpedo je tip čovjeka koji ne voli puno govoriti, a i u onim rijetkim prilikama kad se postane brbljiv, radi to šakama ili još bolje, pištoljem. Torpedo je čovjek koji nema morala i kojemu zakon ne znači ama baš ništa, baš kao ni ljudski život i koji će pregaziti svakog tko je bio dovoljno nesretan da mu stane na put. Mačist i seksist, ni njegov odnos prema ženama nije puno bolji, on ne pita, on uzima silom. Iako ne uspijeva u tome baš svaki put, o čemu i svjedoči i ožiljak na njegovom obrazu. Torpedo je slika i prilika plaćenog ubojice, crna svilena košulja i kravata, šminkersko bijelo odijelo i cipele, stetson na glavi, kožne rukavice i neizbježna Camel cigareta u ustima. Radnja se događa u Americi za vrijeme velike depresije tridesetih godina 20. stoljeća, u vrijeme kad su gangsteri i njihovi obračuni bili svakodnevna pojava. U pričama o Torpedu upoznajemo likove koji žive na marginama društva isto kao i on, kurve, ubojice, alkoholičari, razbijači, pljačkaši, bossovi, konobari te još cijelu galeriju živopisnih likova koji se kreću u tom gangsterskom miljeu. Torpedo se među njima nalazi na svom teritoriju i u društvu gdje vrijedi pravilo "ubij da ne budeš ubijen" uspješno se drži na površini. Za razliku od većine plaćenih ubojica koji uglavnom preferiraju raditi sami, Torpedo ima i desnu ruku, Rascala, priglupog pomoćnika koji igra vrlo važnu ulogu u Torpedovim planovima, što obično znači da redovito izvuče deblji kraj. 

## Podaci o autorima
Glavne odlike serijala su nasilje i seks popraćeni obiljem crnog humora koji dolaze iz Abulijevog dvadesetogodišnjeg bogatog iskustva uređivanja i prevođenja krimi noir priča dok s druge strane, velik udio u uspjehu serijala ima i sjajan Bernetov crtež koji je proslavio kako autora tako i sam serijal. Bernet posjeduje izvanrednu sposobnost storytellinga u svom crtežu koji je izrazito direktan, snažan, dinamičan i dopadljiv, bez suvišnih detalja, sa snažnim kontrastom svjetla i sjene izuzetno dobro pristaje ugođaju u kojem se odvijaju Torpedove avanture. Obojica su surađivala s drugim autorima i radila na drugim stripovima, ali i dalje Torpedo je njihov zaštitni znak. Bernet je između ostalog crtao i serijale "Kraken" (1983.), "Sarvan" (1984.), "Custer" (1984.), "Light & Bold" (1988.), "Ivanpiire" (1991.), "Snake" (1998.) te sjajnu "Clara de Noches" (1993.) u suradnji s Trillom i Histoires Noires u suradnji s Abulijem. Također je nacrtao i jednu epizodu za Bonellija, specijalni broj "L'uomo di Atlanta" koji pak i nije baš oduševio ljubitelje stripa u Italiji, nekako smo očekivali više od takvog majstora, ali očito je 240 stranica za Berneta predstavljao prevelik zalogaj pa se i nije pretjerano potrudio. Abuli je većinu svog opusa realizirao s Bernetom ali surađivao je i s ostalim crtačima kao što su Felix Vega, Oswaldo Viola, Marcelo Perez i Chirstian Rossi. Posebno je zanimljiva njegova suradnja s Darkom Perovićem s kojim je u radio velik broj kratkih priča.

## Izdanja
Torpedo je doživio velik uspjeh u cijelom svijetu, i osim mnogobrojnih europskih izdanja objavljivan je i u Americi i to u album izdanju "Catalan Comicsa" i u formi comic book sveska u izdanju "Fantagraphics Booksa". Francuski izdavač "Glenat" je sakupio cjelokupni Torpedo opus u 14 albuma od kojih će u hrvatskoj biti objavljeni svi u izdanju "Strip Agenta". Torpedo u Hrvatskoj uživa veliku popularnost pa stoga postoji velik broj njegovih izdanja, bilo u "Stripoteci", bilo u "M-press albumima".
Torpedo je definitivno jedno od djela koja su obilježila strip umjetnost dvadesetog stoljeće, skupa s ostalim legendarnim junacima poput Corto Maltesea, Asterixa, Tintina, Blueberrya

## Animirani film
Torpedo je također doživio svoju animiranu inačicu, crtić zvan "Tic-Tac" kojeg je 1996. realizirao Pepe Miravete.